# Ernst ǁGamxamûb
Ernst ǁGamxamûbKlicklaut (* 1955 oder 1956 in Windhoek, Südwestafrika) ist ein namibischer Theologe und seit 3. November 2013 Bischof der Evangelisch-Lutherischen Kirche in der Republik Namibia (ELCRN).
Sein Ziel als Bischof ist vor allem die Vereinigung seiner Kirche mit den anderen beiden evangelisch-lutherischen Kirchen im Land, der Evangelisch-Lutherischen Kirche in Namibia (ELCIN) und der Evangelisch-Lutherischen Kirche in Namibia (DELK).
ǁGamxamûb ist verheiratet und hat vier Kinder.